# 679 Pax
679 Pax este un asteroid din centura principală, descoperit pe 28 ianuarie 1909, de August Kopff.